# Marin County
Marin County is een van de 58 county's in de Amerikaanse staat Californië. Het ligt ten noorden van de Golden Gate en San Francisco, in de San Francisco Bay Area. In 2010 leefden er 252.400 mensen. De hoofdplaats en grootste stad is San Rafael. Marin County, uitgesproken als /məˈrɪn/, staat bekend om zijn natuurschoon en welvaart. In mei 2009 had Marin het op vier na hoogste per capita inkomen van alle Amerikaanse county's.
De San Quentin State Prison, de Skywalker Ranch en het Marin County Civic Center bevinden zich in Marin County. De streek huisvest veel technologiebedrijven, zoals Autodesk. Tot de natuurlijke rijkdommen van Marin behoren de kustmammoetbomen van Muir Woods, de Marin Headlands, Stinson Beach, de Point Reyes National Seashore en Mount Tamalpais.

## Geschiedenis
Het gebied werd vroeger bewoond door de Coast Miwok-indianen, jager-verzamelaars die er al duizenden jaren leefden. Er zijn meer dan 600 voormalige dorpen van de Miwok ontdekt in Marin County. Momenteel zijn er nog maar heel weinig Coast Miwok-indianen over en velen zijn zich niet langer bewust van hun afstamming.

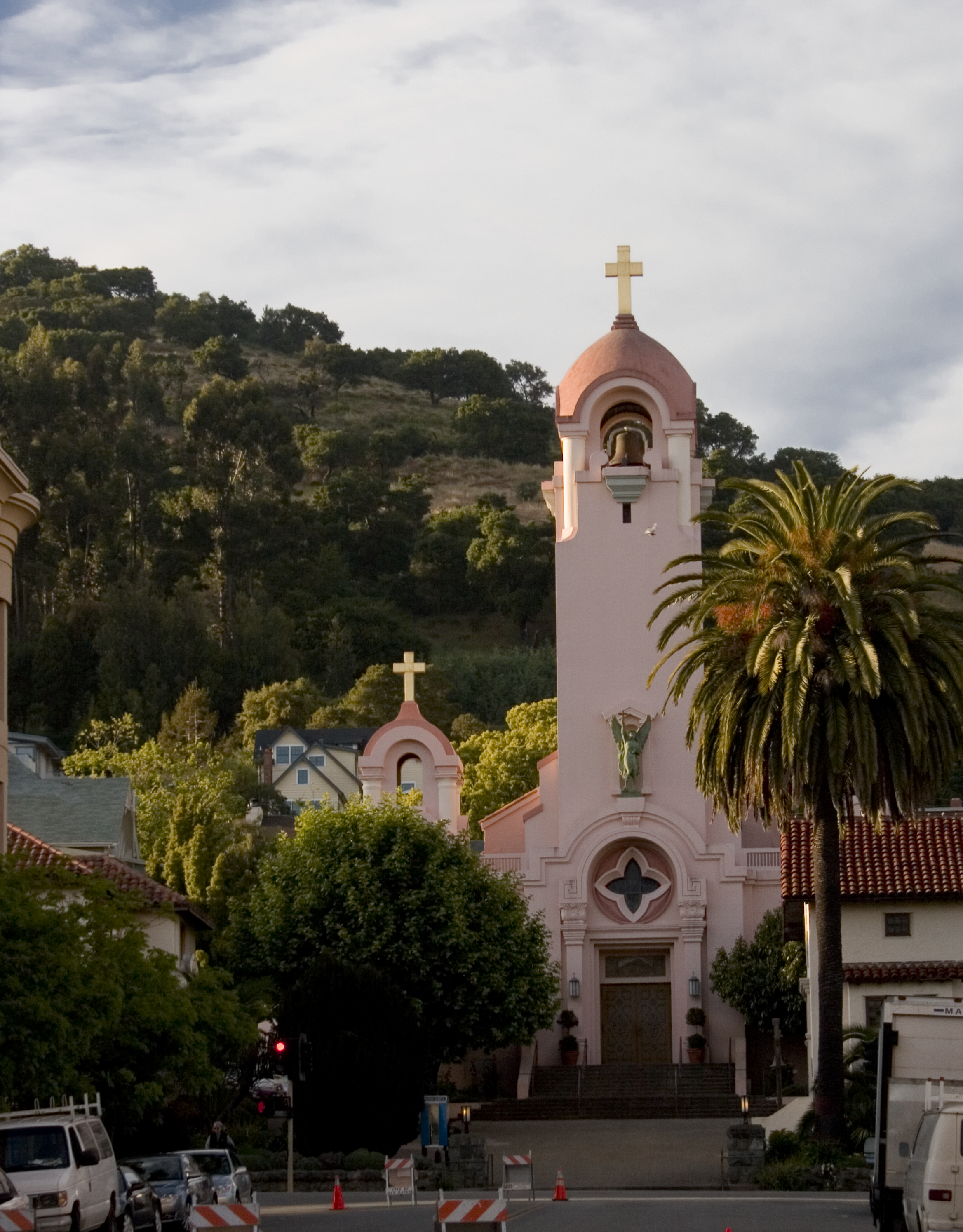
Franciscaner missionarissen stichtten de San Rafael Arcángel-missie, tegenwoordig in het hartje van San Rafael, in 1817.

De Engelse kaper en ontdekkingsreiziger Francis Drake en de bemanning van de Golden Hind landden in 1579 vermoedelijk op de kust van Marin en claimden het land voor Engeland als Nova Albion. In 1595 verloor de Portugees Sebastião Rodrigues Soromenho zijn schip voor de kust van Marin toen die de Californische kust aan het verkennen was. De Spanjaard Sebastián Vizcaíno landde in diezelfde periode op een plek die nu bekendstaat als Drakes Bay. De eerste Spaanse nederzetting in Marin kwam echter pas in het jaar 1817 tot stand, toen de San Rafael Arcángel-missie gesticht werd als antwoord op het Russische Fort Ross in het huidige Sonoma County. De eerste settler die Spaans, Mexicaans noch indiaans was, was vermoedelijk John Reed, die zich in de buurt van Olema vestigde en die later een Mexicaanse land grant zou krijgen bij Sausalito. In de tweede helft van de jaren 30 gaven de Mexicaanse gouverneurs verschillende zulke grants aan lokale notabelen. Naast de Rancho Corte Madera del Presidio van John Reed (1834) waren er bijvoorbeeld de Rancho Tomales y Baulines van James Richard Berry (1836), de Rancho Tomales y Baulines van Rafael Garcia (1836) en de Rancho Saucelito van William A. Richardson (1838). Uit die ranches groeiden in de jaren 1840 en 50 de eerste Mexicaanse en Amerikaanse nederzettingen.
Marin County werd op 18 februari 1850 opgericht als een van de 27 oorspronkelijke county's van Californië, enkele maanden voor Californië toegelaten werd als staat van de Verenigde Staten. Op dat moment woonden er slechts enkele honderden mensen in het gebied. Het is overigens onduidelijk waar de naam vandaan komt. Marin County kan vernoemd zijn naar Chief Marin van de Coast Miwok-indianen. Chief Marin was de leider van de Licatiut-stam die van oudsher ten noorden van San Francisco leefde en die hevig oorlog voerde met de Spaanse kolonisten. Een andere verklaring is dat de naam afkomstig is van de baai tussen het San Pedro Point en San Quentin Point, die de Spanjaarden Bahía de Nuestra Señora del Rosario la Marinera noemden.
Na de oprichting van Marin County duurde het enkele jaren voor er sprake was van een lokaal bestuur en beleid. Voor 1854 werden er slechts twee postkantoren geopend en amper wegen aangelegd. Daarna begon de bevolking langzamerhand op te lopen. In de late jaren 1850 en vroege jaren 1860 werden er meerdere plannen gemaakt om nieuwe dorpen en steden te bouwen. Een daarvan was Marion City, waar uiteindelijk niets van gebouwd is, behalve de San Quentin State Prison. Plaatsen als Sausalito, California City en Corte Madera kenden meer succes. Vanaf 1863 werd op de ruïnes van de verlaten missie van San Rafael een nieuwe nederzetting gebouwd, die populair zou worden als voorstad bij zakenlui uit San Francisco. Via een postkoetsroute en een ferry stond San Rafael in verbinding met de grote stad.

## Geografie

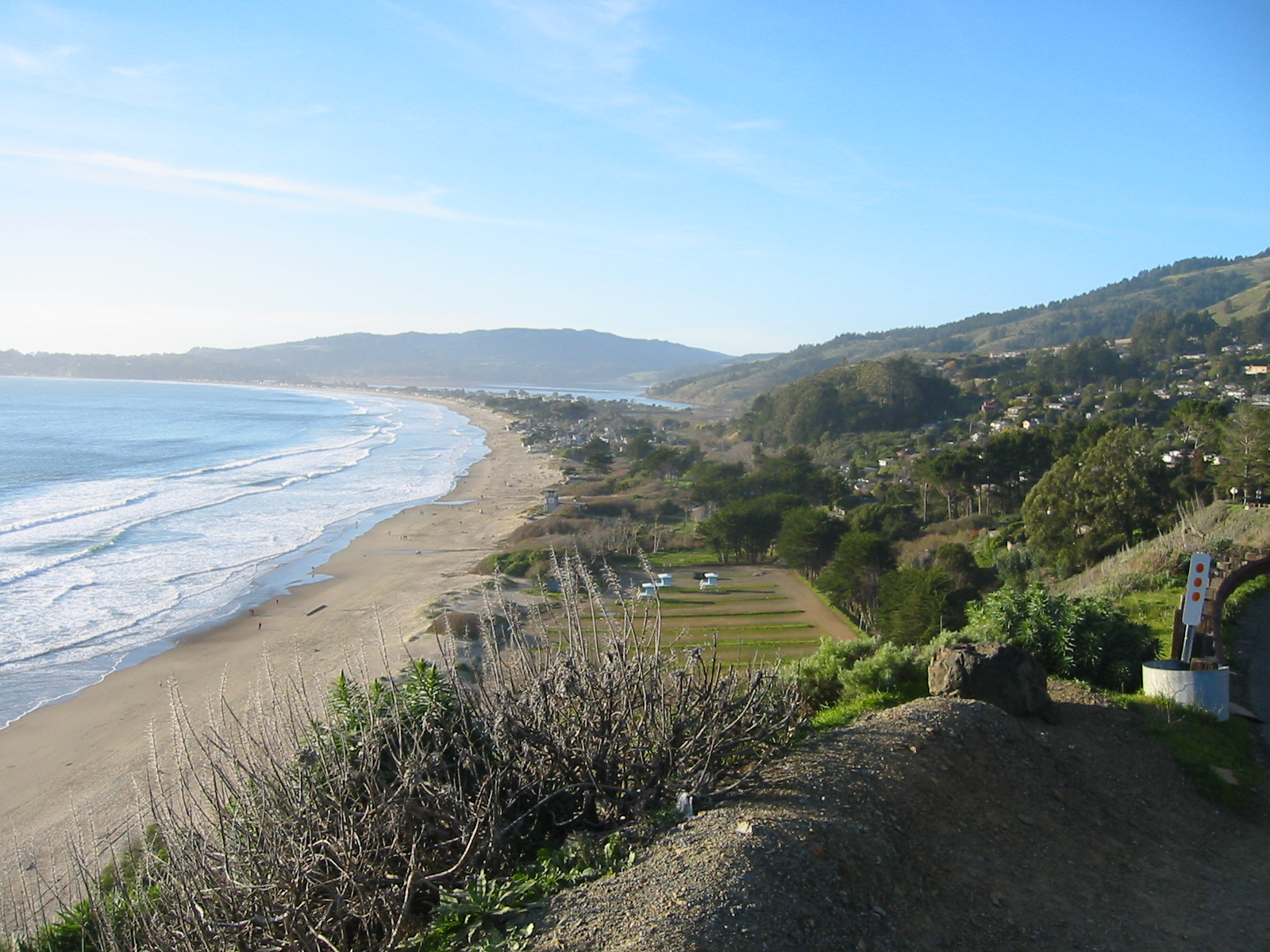
Stinson Beach, langs de westkust, is een van Marins populairste strandbestemmingen.

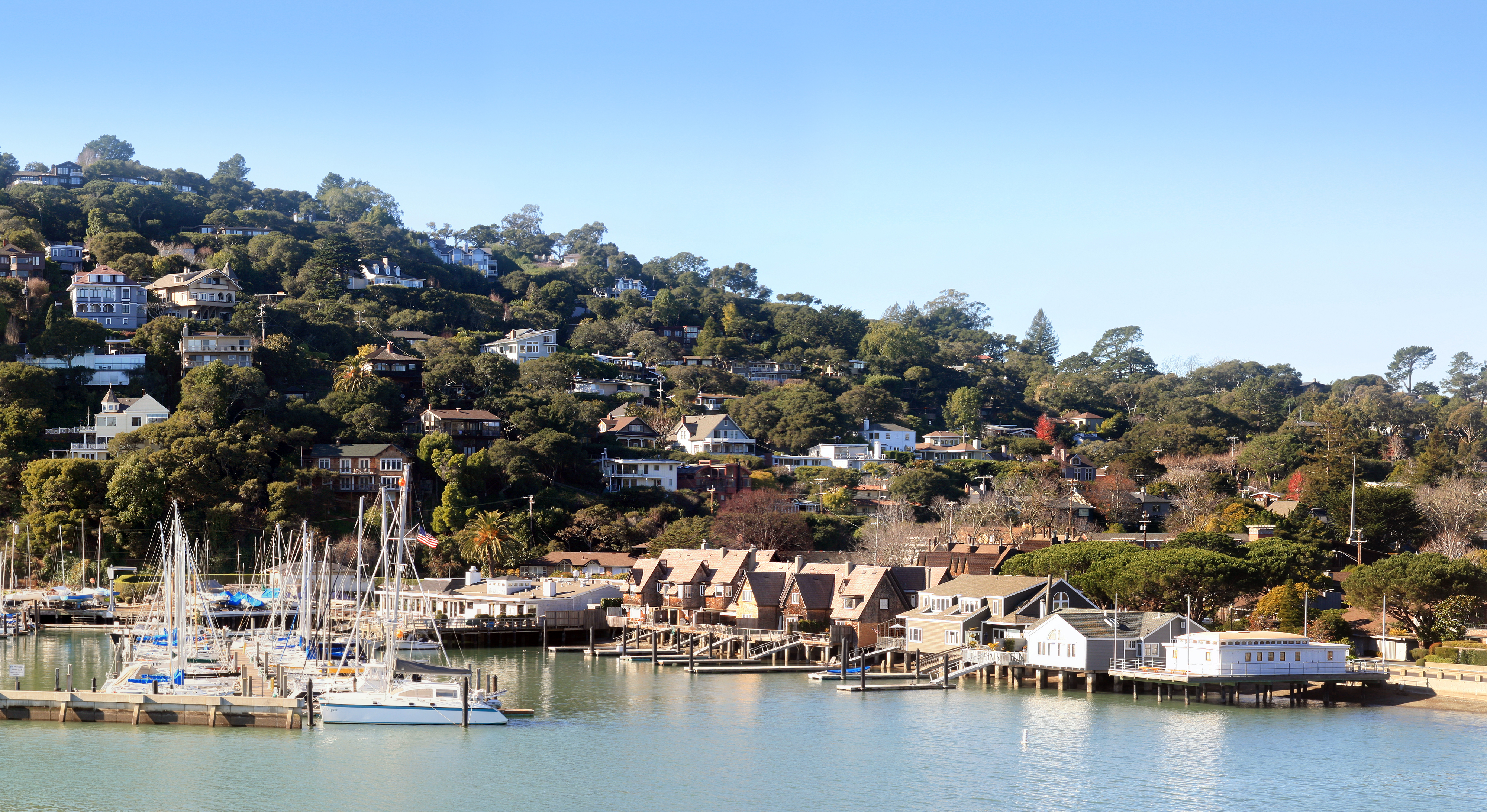
Zicht op Belvedere, een rijk stadje op het schiereiland Tiburon.

Volgens het United States Census Bureau had Marin County in 2000 een totale oppervlakte van 2145 km², waarvan 1346,3 km² land is en 798,7 km² of 37,24% water is.
Marin County bestaat uit een groot, naar het zuiden uitstekend schiereiland en wordt in het westen begrensd door de Grote Oceaan en in het oosten door de San Pablo Bay en de Baai van San Francisco. Marin County wordt in het zuiden van San Francisco gescheiden door de Golden Gate. Ten noorden van Marin ligt Sonoma County. De bevolking is geconcentreerd rond de oostkust. De meeste plaatsen, van Sausalito via Tiburon en Corte Madera naar San Rafael, liggen langs de baaien. Tiburon en Belvedere liggen allebei op het Tiburon-schiereiland, dat vanuit Corte Madera in zuidoostelijke richting uitsteekt. In het verlengde van het schiereiland ligt Angel Island, het grootste eiland in de Baai van San Francisco.
Het binnenland van Marin County is landelijk met veel open ruimte. De westkust telt een aantal kleine bewoonde plaatsen, die met elkaar verbonden worden door de California State Route 1. De westkust, bekend als West Marin, leeft naast de landbouw vooral van het toerisme: de witte zandstranden zijn geliefde bestemmingen voor surfers en toeristen.

### Steden en dorpen
| - Belvedere - Bolinas - Corte Madera - Dillon Beach - Fairfax - Inverness - Inverness Park - Kentfield - Lagunitas-Forest Knolls - Larkspur - Marin City - Marshall - Mill Valley - Muir Beach | - Nicasio - Novato - Olema - Point Reyes Station - Ross - San Anselmo - San Geronimo - San Rafael - Sausalito - Stinson Beach - Tiburon - Tomales - Woodacre |

### Natuurgebieden en parken
Federaal beschermde natuurgebieden in Marin County zijn Muir Woods National Monument, Point Reyes National Seashore en Marin Islands National Wildlife Refuge, alsook delen van de Golden Gate National Recreation Area, de San Pablo Bay National Wildlife Refuge en het Gulf of the Farallones National Marine Sanctuary.
Er zijn zes staatsparken in Marin: Angel Island State Park op Angel Island, China Camp State Park, Mount Tamalpais State Park, Olompali State Historic Park, Samuel P. Taylor State Park en Tomales Bay State Park. De staat Californië beschermt daarnaast zeereservaten, waarvan er vijf deels of volledig in Marin County en haar wateren liggen.
Het Department of Parks and Open Spaces van de county beheert zelf een aantal parken en open ruimtes.

### Transportinfrastructuur

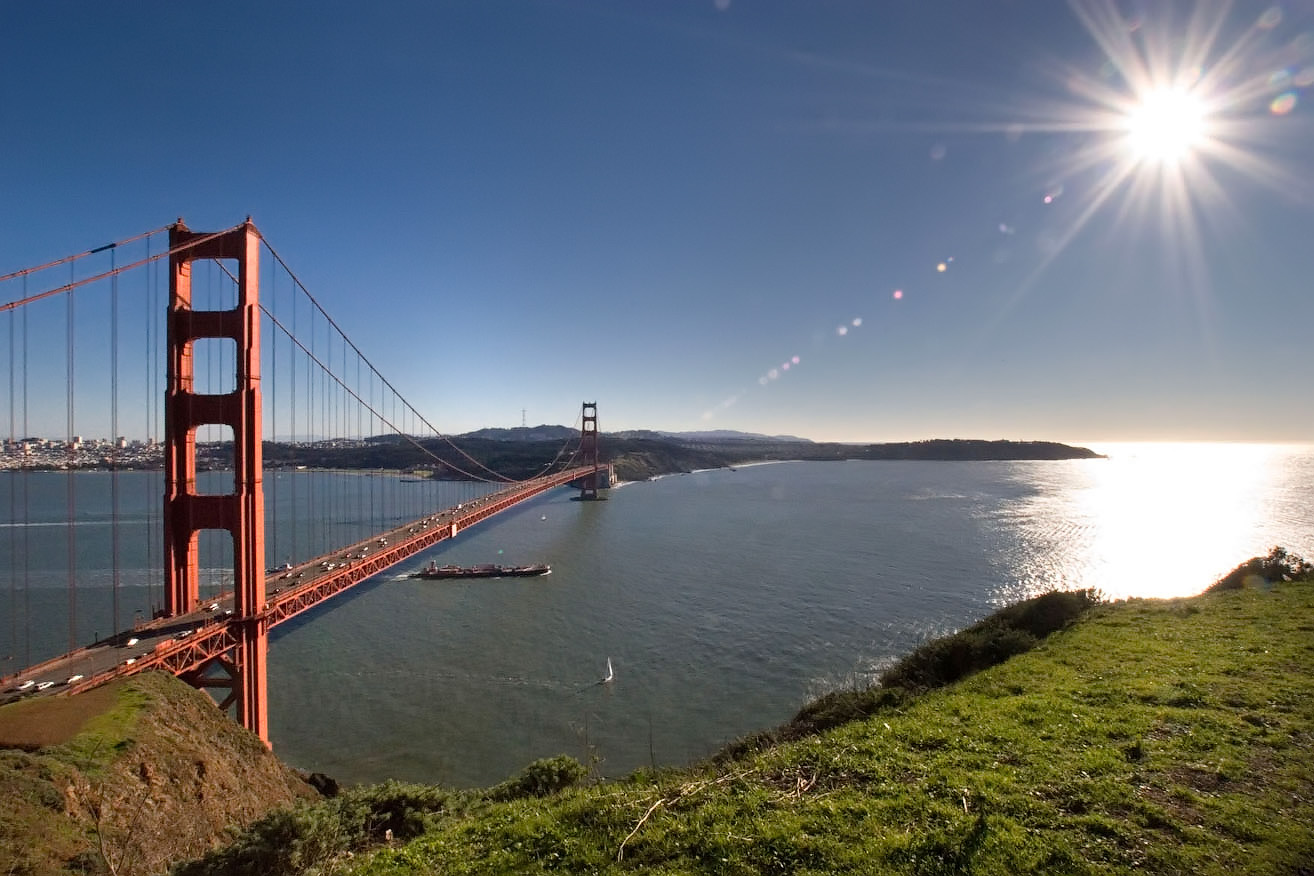
Zicht op de Golden Gate Bridge vanop de Marin Headlands.

Naast de kleine State Route 1, die langs de westkust loopt, is er de U.S. Route 101, die over de Golden Gate Bridge loopt en langs de oostkust richting Petaluma (Sonoma County) gaat. Interstate 580 vertrekt in San Rafael en steekt de baai in oostelijke richting over als de Richmond-San Rafaelbrug. State Route 37 begint aan de U.S. 101 ten zuiden van Novato en gaat vandaar uit richting Vallejo (Solano County) langs het noorden van de San Pablo Bay. Ten slotte is er de kleine State Route 131, die de U.S. 101 met Tiburon verbindt.
Openbaar vervoer in Marin wordt verzorgd door Golden Gate Transit, dat uitgebreide busdiensten aanbiedt in Marin en Sonoma en beperktere diensten in San Francisco en Contra Costa County. Een deel van de lokale busdiensten wordt door Marin Transit verzorgd. Het openbaarvervoerbedrijf Golden Gate Ferry verzorgt veerdiensten tussen Larkspur en Sausalito en San Francisco, terwijl de veerdiensten van het privébedrijf Blue & Gold Fleet Tiburon, Sausalito en Angel Island aandoen. De Angel Island-Tiburon Ferry, een familiebedrijf, vaart al sinds 1959 tussen Tiburon en Angel Island. De Alameda/Oakland Ferry van San Francisco Bay Ferry doet Angel Island ook aan in de weekends en op feestdagen in de zomer.
Er is één luchthaven in Marin County, Gnoss Field of Marin County Airport. Die ligt ten noordoosten van Novato en wordt uitgebaat door de county zelf. De grootste luchthavens in de omgeving zijn San Francisco en Oakland International Airport. Ten noorden van Marin County ligt de Charles M. Schulz-Sonoma County Airport.

## Demografie
Volgens de volkstelling van 2010 leven er 252.409 mensen in Marin County. De bevolkingsdichtheid bedraagt 187 per km².
De etnische samenstelling van de bevolking is als volgt: 80,0% blank, 5,5% Aziatisch, 2,8% Afro-Amerikaans, 0,6% indiaans en 0,2% afkomstig van de eilanden in de Stille Oceaan. Daarnaast is 6,7% van andere rassen en 4,2% van twee of meerdere rassen. In totaal gaf 15,5% van de populatie aan Latino te zijn. Volgens onderzoek van het American Community Survey uit de periode 2006-2008 waren er in Marin County zestien afkomsten die minstens 1% van de bevolking vertegenwoordigen. De grootste waren Duitse (15,8%), Ierse (14,8%) en Engelse afstamming (13,6%), gevolgd door Italiaans, Frans, Schots en Russisch. 1,5% van de bevolking was voornamelijk van Nederlandse afstamming. Volgens datzelfde onderzoek sprak 22,9% van de bevolking thuis een andere taal dan het Engels. De grootste groep van hen sprak Spaans (11,7%) gevolgd door andere Indo-Europese talen (7,1%).
Marin County behoort, samen met enkele andere county's in de Bay Area, tot Amerika's meest welvarende county's. De mediaan van het gezinsinkomen bedroeg in 2007 $83.732 in Marin County. Voor een huishouden was dat $104.750 in 2007. Marin had in mei 2010 de laagste werkloosheidsgraad van Californië.
De inwoners van Marin County worden soms Marinites genoemd.

## Bestuur en politiek

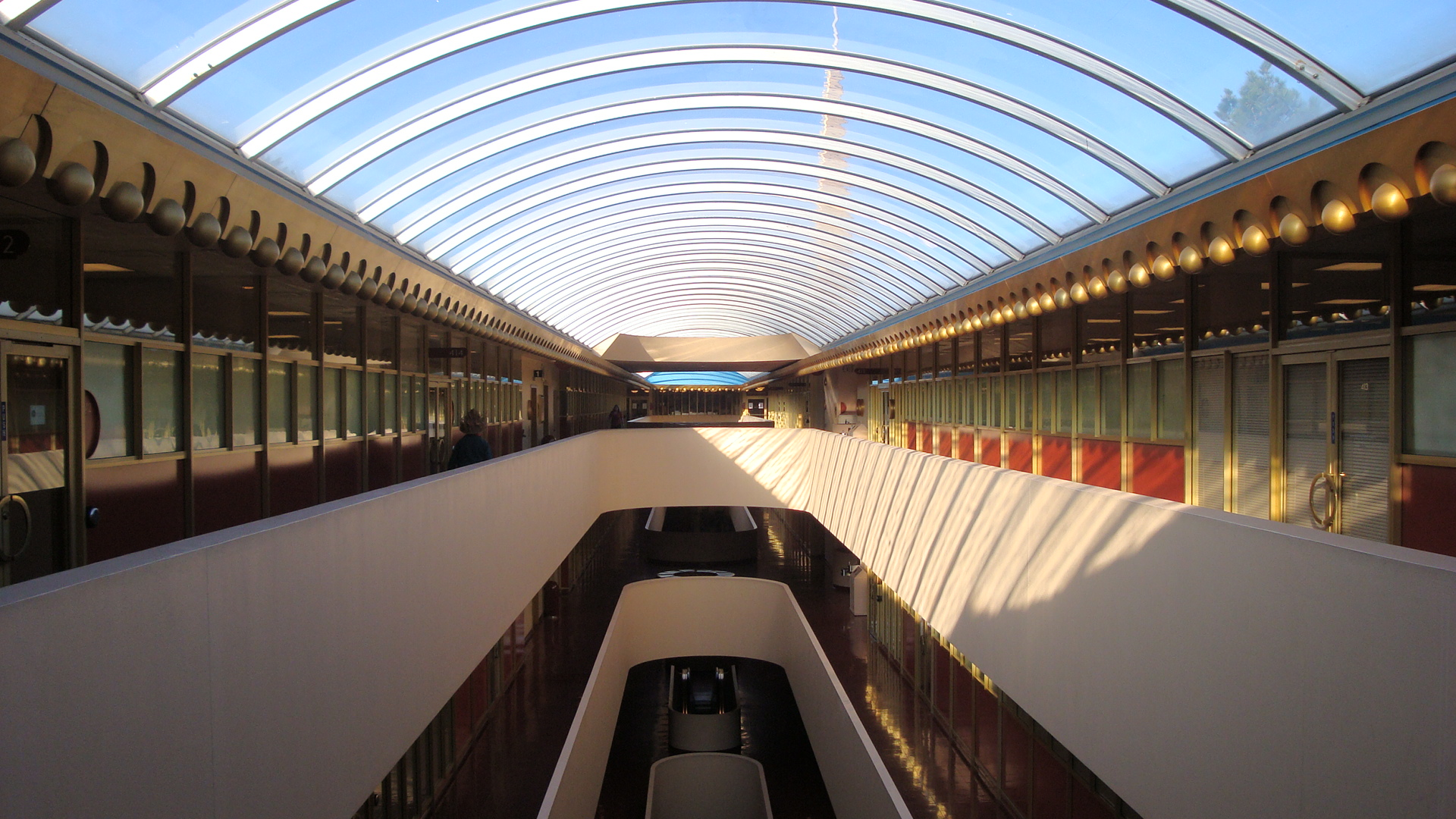
De gemeenteraad van Marin County komt samen in het Marin County Civic Center, een gebouw ontworpen door Frank Lloyd Wright.

Marin County wordt bestuurd door een vijfkoppig Board of Supervisors, dat zowel de wetgevende als uitvoerende macht heeft. Elk van de bestuursleden wordt verkozen namens het district waarin hij of zij woont. De gemeenteraad komt samen in het Marin County Civic Center.
Marin County heeft de naam een progressieve, Democratische county te zijn. Sinds 1984 heeft Marin County steeds voor de Democratische kandidaat-president gestemd. Volgens gegevens uit oktober 2018 zijn er 160.944 geregistreerde kiezers in Marin County. Daarvan zijn er 89.425 (55,6%) geregistreerd als Democraat tegenover 23.848 (14,8%) als Republikein. 25% geeft geen partijvoorkeur op, de andere 4,3% geeft aan op een third party te stemmen. Door haar progressieve geschiedenis heeft Marin een hippie-imago. Ex-president George H.W. Bush zinspeelde daarop in 2002 toen hij John Walker Lindh, een Amerikaanse aanhanger van de Taliban, een "misleide Marin County jacuzzi-zitter" noemde. Toen Marinites daar woedend op reageerden, verontschuldigde Bush zich tegenover hen.
Marin ligt in het 2e congresdistrict van Californië, in het Huis van Afgevaardigden vertegenwoordigd door Democraat Jared Huffman. Huffman vertegenwoordigde de county eerder al in het State Assembly. Daar is Democraat Marc Levine nu de afgevaardigde namens Marin County, terwijl partijgenote Noreen Evans het gebied in de Senaat van Californië vertegenwoordigt.